# Planeta Vermelho (filme)
Red Planet (bra/prt Planeta Vermelho) é um filme australiano-estadunidense de 2000, dos gêneros ficção científica e ação, dirigido por Antony Hoffman, estrelado por Val Kilmer, Carrie-Anne Moss e Tom Sizemore. Lançado em 10 de novembro de 2000, foi um fracasso crítico e comercial. O filme foi o único longa-metragem de Hoffman; ele dirigiu principalmente comerciais de televisão.

## Sinopse
Em um futuro apocalíptico, no ano de 2045, a Terra enfrenta uma crise ecológica, como consequência da poluição e da superpopulação. Entretanto, têm missões interplanetárias à Marte, com o objetivo de produzir algas na primeira etapa de terraformação do planeta vermelho. Doze anos depois, quando a quantidade de oxigênio produzido pelas algas tem uma queda inexplicável, a tripulação da Mars-1 é enviada para verificar o que causou a queda nos níveis de oxigênio e assim continuar a missão de terraformação do planeta vermelho para a futura colonização humana.

## Elenco

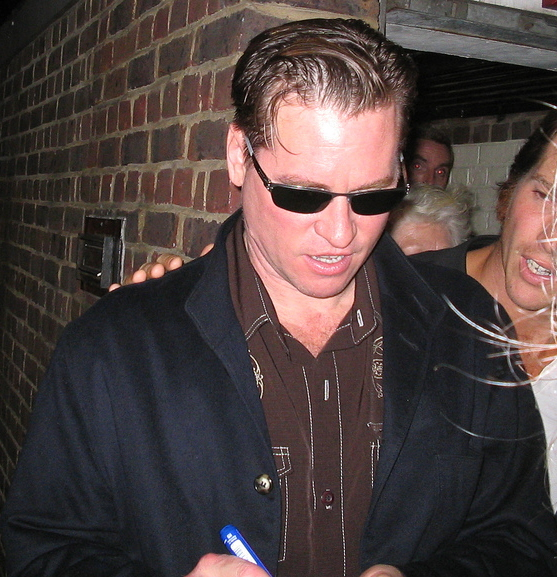
Val Kilmer é o engenheiro espacial Robby Gallagher.

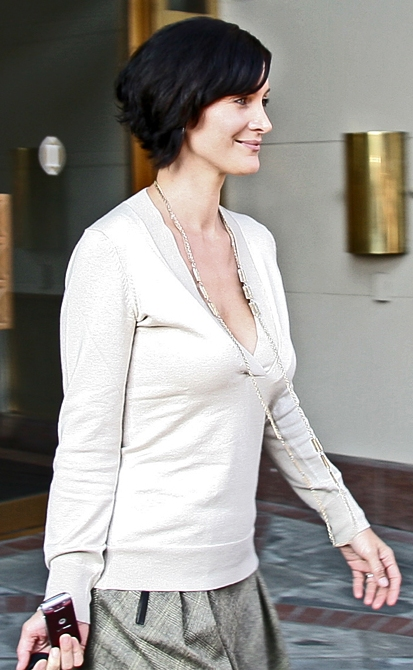
Carrie-Anne Moss é a Comandante Kate Bowman.

| Nome             | Personagem              |
| ---------------- | ----------------------- |
| Val Kilmer       | Robby Gallagher         |
| Carrie-Anne Moss | Comandante Kate Bowman  |
| Tom Sizemore     | Dr. Quinn Burchenal     |
| Benjamin Bratt   | Tenente Ted Santen      |
| Simon Baker      | Chip Pettengill         |
| Terence Stamp    | Dr. Bud Chantilas       |
| Caroline Bossi   | Fã do website #1        |
| Jessica Morton   | Fã do website #2        |
| Bob Neill        | Voz controle de Houston |
| Neil Ross        | Voz no traje espacial   |

## Produção
A produção do filme (que foi filmado em Uádi de Rum no sul da Jordânia e no Outback da Austrália) foi tema de inúmeros relatos sobre a má relação de trabalho entre os co-estrelas Tom Sizemore e Val Kilmer. A reputação de Kilmer por ser "difícil" já estava bem estabelecida, e embora as duas estrelas tivessem sido amigos, elas se desentenderam depois que Kilmer teria ficado enfurecido quando descobriu que a produção havia pago para que a máquina de exercícios de Sizemore fosse enviada para o set. Os dois logo se recusaram a falar um com o outro ou até mesmo entrar no set se o outro estivesse presente, exigindo o uso de dublês de corpo para filmar cenas envolvendo ambos os atores, e seu relacionamento ficou tão ruim que um dos produtores teria pedido a Sizemore para não bater no rosto de Kilmer quando a grande luta finalmente aconteceu - no caso, Sizemore propositalmente socou Kilmer no peito. Sizemore descreveu o filme como um dos seus arrependimentos de carreira, mas também afirmou que ele e Kilmer se reconciliaram desde então.

## Lançamento

### Bilheteria
Red Planet estreou em 5º na bilheteria norte-americana, fazendo US$ 8.7 milhões em seu fim de semana de estreia. O filme foi um fracasso de bilheteria, arrecadando US$ 33 milhões em todo o mundo contra um orçamento estimado em US$ 80 milhões.

### Resposta crítica
O filme recebeu críticas negativas. A partir de julho de 2020, o filme detém uma taxa de aprovação de 14% no Rotten Tomatoes, com base em 102 avaliações com uma classificação média de 3,81/10. O consenso do site afirma: "Embora os efeitos especiais sejam impressionantes, o filme sofre de falta de energia e personagens interessantes." No Metacritic, o filme tem uma pontuação média ponderada de 34% com base em críticas de 27 críticos, indicando "críticas geralmente desfavoráveis". O público pesquisado pelo CinemaScore deu ao filme uma nota C em escala de A a F.
Em sua crítica, Roger Ebert disse que "teria sido um grande filme de ficção científica dos anos 1950" e que "como na ficção científica dos anos 1950, o ponto forte da história não é a profundidade psicológica ou relacionamentos complexos, mas cientistas inteligentes tentando sair de uma caixa que cresce a cada minuto".

## Premiações
- Indicado

Las Vegas Film Critics Society Awards
Categoria Melhor Canção Peter Gabriel pela canção The Tower That Ate People

## Trilha sonora
A música para Red Planet foi composta por Graeme Revell, Peter Gabriel, Sting, Kipper, Joe Frank, William Orbit, Rico Conning e Melissa Kaplan com performances de Graeme Revell, Peter Gabriel, Emma Shapplin, Sting, William Orbit, Melissa Kaplan e Different Gear vs. Police.
| N.º            | Título                                                | Artistas                       | Duração |  |
| 1.             | "The Tower That Ate People"                           | Peter Gabriel                  | 4:05    |  |
| 2.             | "The Inferno"                                         | Emma Shapplin                  | 4:31    |  |
| 3.             | "A Thousand Years"                                    | Sting                          | 5:57    |  |
| 4.             | "Mars Red Planet"                                     | Graeme Revell                  | 3:25    |  |
| 5.             | "The Fifth Heaven"                                    | Emma Shapplin                  | 4:53    |  |
| 6.             | "MontokPoint"                                         | Strange Cargo                  | 7:13    |  |
| 7.             | "Canto XXX"                                           | Emma Shapplin                  | 5:11    |  |
| 8.             | "Alone"                                               | Graeme Revell                  | 2:13    |  |
| 9.             | "Dante's Eternal Flame"                               | Melissa Kaplan e Graeme Revell | 3:40    |  |
| 10.            | "Crash Landing"                                       | Graeme Revell                  | 5:13    |  |
| 11.            | "The Tower That Ate People (Remix)"                   | Peter Gabriel                  | 6:27    |  |
| 12.            | "When The World Is Running Down (You Can't Go Wrong)" | Different Gear Vs The Police   | 3:35    |  |
| Duração total: | Duração total:                                        | Duração total:                 | 56:27   |  |